# Шемији сир Јон
Шемији сир Јон (фр. Chemilly-sur-Yonne) насеље је и општина у источном делу централне Француске у региону Бургоња, у департману Јон која припада префектури Осер.
По подацима из 2011. године у општини је живело 966 становника, а густина насељености је износила 168,88 становника/km². Општина се простире на површини од 5,72 km². Налази се на средњој надморској висини од 92 метара (максималној 134 m, а минималној 84 m).

## Демографија
| 1962. | 1968. | 1975. | 1982. | 1990. | 1999. | 2011. |
| ----- | ----- | ----- | ----- | ----- | ----- | ----- |
| 519   | 523   | 515   | 623   | 841   | 862   | 966   |

График промене броја становника у току последњих година